# Mesogobius batrachocephalus
Mesogobius batrachocephalus é uma espécie de peixe da família Gobiidae e da ordem Perciformes.

## Morfologia
- Os machos podem atingir 34,5 cm de comprimento total[4] e 600 g de pes[5].[6]

## Alimentação
Alimenta-se principalmente de peixe.

## Habitat
É um peixe de clima temperado (4°C-18°C) e demersal que vive entre 20-100 m de profundidade.

## Distribuição geográfica
É encontrado no Mar Negro e Mar de Azov.

## Observações
É inofensivo para os humanos.